# Урія Хетеянин
Урія Хетеянин — хоробрий воїн, який вірно служив у війську ізраїльського царя Давида. Мабуть, етнічний хет, що жив в Ханаані.

## З Біблії
Історія докладно описана в 11-му розділі Другої книги Самуїла (або Друга книга царів — у Східних церквах).

Чоловік Ветсавії, з якою Давид впав у гріх і побажав його загибелі. Давид написав командиру армії Йоаву листа, в якому наказав поставити Урію там, де буде «найтяжчий бій, і відступите від нього, щоб він був вражений і помер» (2 Сам. 11:15); що і сталося.
12 І сказав Давид до Урії: „Позоста́нься тут і сьогодні, а взавтра я відпущу́ тебе“. І позостава́вся Урія в Єрусалимі того дня та дня другого.
13 I покликав його Давид, і той їв та пив перед ним, а він підпоїв його. І вийшов він увечорі, щоб покла́стися на ло́жі своїм ра́зом зо слу́гами пана свого, а до дому свого не пішов.
14 І сталося ра́нком, і написав Давид листа до Йоава, і послав через Урі́ю.
15 А в листі тому́ він написав так: „Поставте Урію напе́реді найтяжчого бо́ю, і відступі́те від нього, щоб він був уда́рений, і помер“
...
26 І прочула Урі́єва жінка, що помер її чоловік Урі́я, і голоси́ла за своїм чоловіком.
27 А як минула жало́ба, то Давид послав, і забрав її до свого дому, і вона стала йому за жінку, і породи́ла йому сина. Та в Господніх оча́х була злою та річ, що оце зробив був Давид.

(2 Сам. 11)
Згодом, придворний пророк Натан (Нафан) розповів Давиду про це вбивство, спочатку розповівши йому притч про багатого і бідного: У багатого було багато овець, а в бідного була лише одна маленька вівця, про яку він дуже дбав. Мандрівник підійшов до багатої людини, щоб поїсти, і той взяв вівцю бідняка і одягнув її, щоб віддати подорожньому.

Почувши цю історію, Давид сильно розпалився і вигукнув: «Як живий Господь, людина, яка це вчинила, заслуговує на смерть!», чим сам себе засудив
7 І сказав Ната́н до Давида: „Ти́ той чоловік! Так сказав Господь, Бог Ізраїлів: Я пома́зав тебе над Ізраїлем, і Я спас тебе з Сау́лової руки.
8 І дав тобі дім твого пана, та жіно́к пана твого на лоно твоє, і дав тобі дім Ізраїля та Юди, а якщо цього мало, то додам тобі ще цього та того.
9 І чому ти знева́жив Господнє слово, і вчинив це зло в оча́х Його? Хіттеянина Урію вбив ти мече́м, а його дружи́ну взяв собі за жінку. А його вбив мечем Аммонових синів.
10 А тепер не відсту́пить меч від твого дому аж навіки за те, що знева́жив ти Мене́, і взяв дружи́ну хіттеяника Урії, щоб була тобі за жінку.
11 Так сказав Господь: Ось Я наведу́ на тебе зло з твого дому, і заберу́ жінок твоїх на оча́х твоїх, і дам ближньому твоєму, а він покладе́ться з жінка́ми твоїми при світлі цього сонця.
12 Хоч ти вчинив потає́мно, а Я зроблю́ цю річ перед усім Ізраїлем та перед сонцем“.
13 І сказав Давид до Ната́на: „Згрішив я перед Господом!“ А Ната́н сказав до Давида: „І Господь зняв твій гріх, — не помреш!“
2 Сам. 12
Потім Натан повідомляє Давиду, що його дитина з Вірсавією має померти. Дійсно, їхня перша дитина помирає через сім днів. Згодом у Давида та Вірсавії народився другий син, майбутній цар Соломон.

## У мистецтві
Одна з фресок Мікеланджело Буонарроті на стелі Сікстинської капели зображує загибель Урії.
Тарас Шевченко згадує його в поемах «Кавказ» і «Царі».
Пітер Ластман, Ганс Вредеман де Вріс і Вацлав Голлар зобразили у своїх творах сюжет, коли царь Давид передає листа з наказом про подальшу долю Урія.

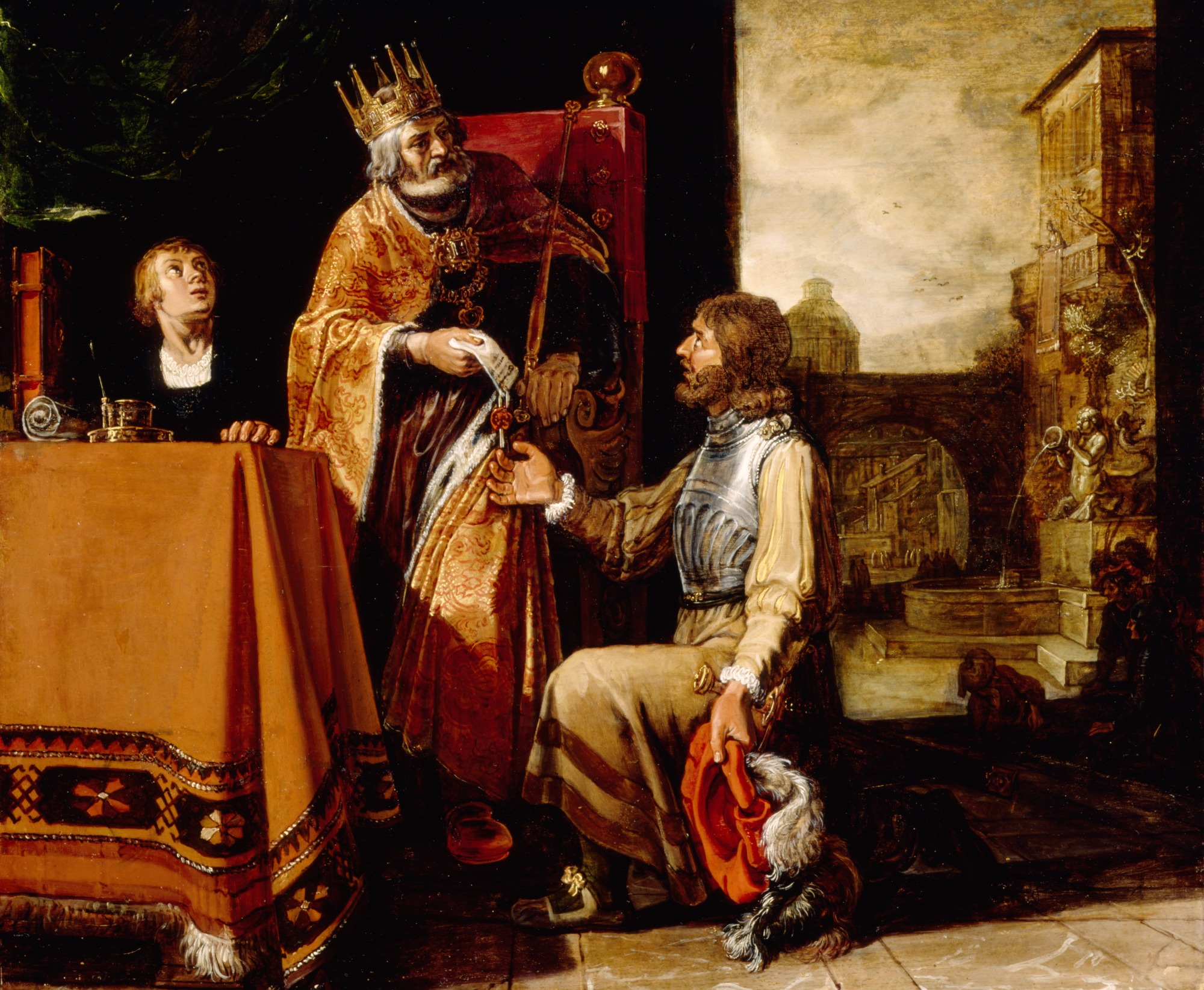
Давид передає листа Урії (1611) Пітер Ластман
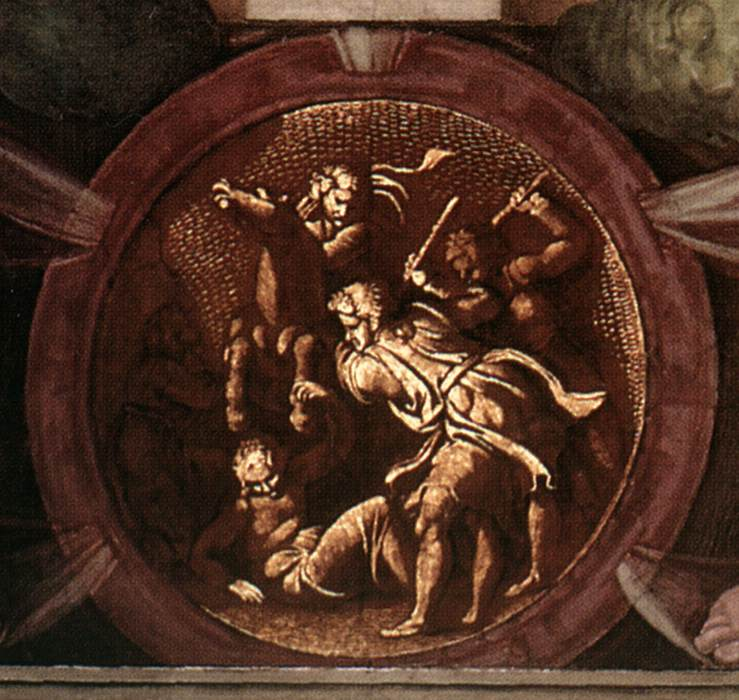
Фреска Мікеланджело.
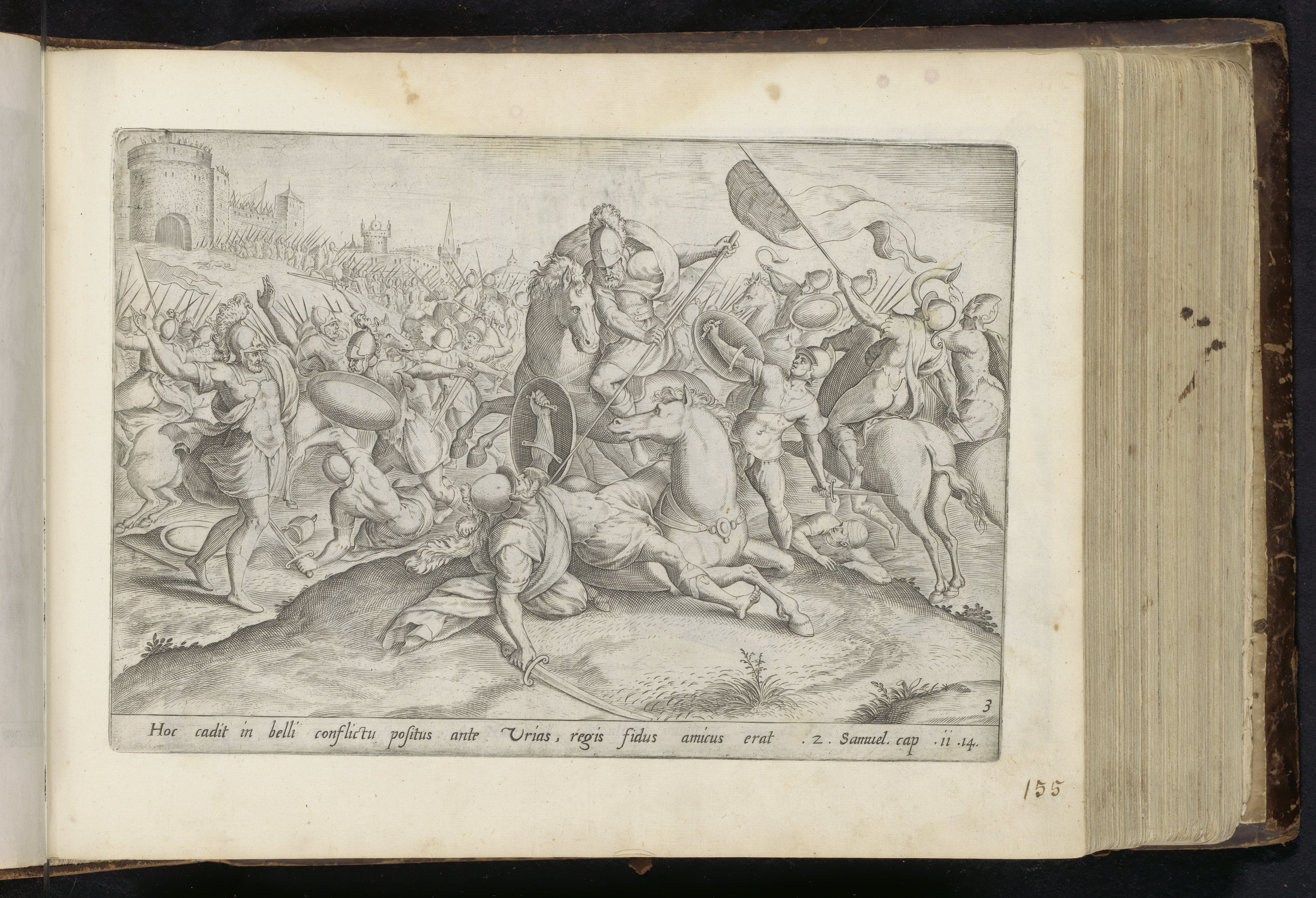